# Ajin
Ajin (亜人 Ajin?) är en seinen-manga som skrivs och tecknas av Gamon Sakurai. Den ges ut av Kodansha i magasinet good! Afternoon. Handlingen kretsar kring studenten Kei Nagai, som upptäcker att han är en odödlig "Ajin" efter att han varit med om en lastbilsolycka.
I november 2015 släpptes en animerad film baserad på serien. Två till filmer är planerade. En anime började att sändas i januari 2016.

## Utgivning
Ajin ges ut av Kodansha i det månatliga magasinet good! Afternoon sedan 2012. De publicerar den även i tankōbon-volymer:
| Lista över tankōbon-volymer | Lista över tankōbon-volymer | Lista över tankōbon-volymer |
| Nr                          | Utgivningsdatum             | ISBN                        |
| --------------------------- | --------------------------- | --------------------------- |
| 1                           | 7 mars 2013                 | ISBN 978-4-06-387868-4      |
| 2                           | 7 juni 2013                 | ISBN 978-4-06-387902-5      |
| 3                           | 7 november 2013             | ISBN 978-4-06-387934-6      |
| 4                           | 7 maj 2014                  | ISBN 978-4-06-387972-8      |
| 5                           | 7 november 2014             | ISBN 978-4-06-388007-6      |
| 6                           | 5 juni 2015                 | ISBN 978-4-06-384591-4      |
| 7                           | 6 november 2015             | ISBN 978-4-06-388098-4      |

### Mottagande
Den tredje volymen kom på sjätte plats på Oricons lista över bästsäljande manga.